# Fransk-canadiere
Fransk-canadiere er de indbyggere i Canada, som kan spore deres ophav til de oprindelige franske bosættere i det, som nu er provinsen Quebec. Det kan også være frankstalende canadiere. Begrebet blev i 1960'erne erstattet af "québécois" (eller "quebecere" siden den stille revolution
Fransk-canadierne kom med undtagelse af akadierne fra bønder i Frankrig. De koloniserede området, som nu er Quebec i Canadas kolonitid i det 17. århundrede. Fransktalende canadiere findes over hele Canada. Seks millioner af dem bor i provinsen Quebec, hvor de udgør flertallet, mens en million er spredt over resten af Canada. De fleste af dem bor ved grænsen mod Québec i Ontario og Nouveau-Brunswick (New Brunswick, men der bor mindre grupper i de andre provinser. Blandt de mest kendte sprogområder er bydelen Saint-Boniface i Winnipeg/Manitoba og Chéticamp-området i Nova Scotia.
Ca. 31% af Canadas indbyggere er fransksprogede og 25% er af fransk-canadisk oprindelse.
| Folkeslag | Spire Denne artikel om folkeslag eller etnografi er en spire som bør udbygges. Du er velkommen til at hjælpe Wikipedia ved at udvide den. |